# Mecopisthes peuceticus
Mecopisthes peuceticus är en spindelart som beskrevs av Lodovico di Caporiacco 1951. Mecopisthes peuceticus ingår i släktet Mecopisthes och familjen täckvävarspindlar.
Artens utbredningsområde är Italien. Inga underarter finns listade i Catalogue of Life.